# Air Nigeria
Air Nigeria (ursprünglich Virgin Nigeria Airways, danach Nigerian Eagle Airlines) war eine nigerianische Fluggesellschaft mit Sitz in Lagos und Basis auf dem Flughafen Lagos.

## Geschichte

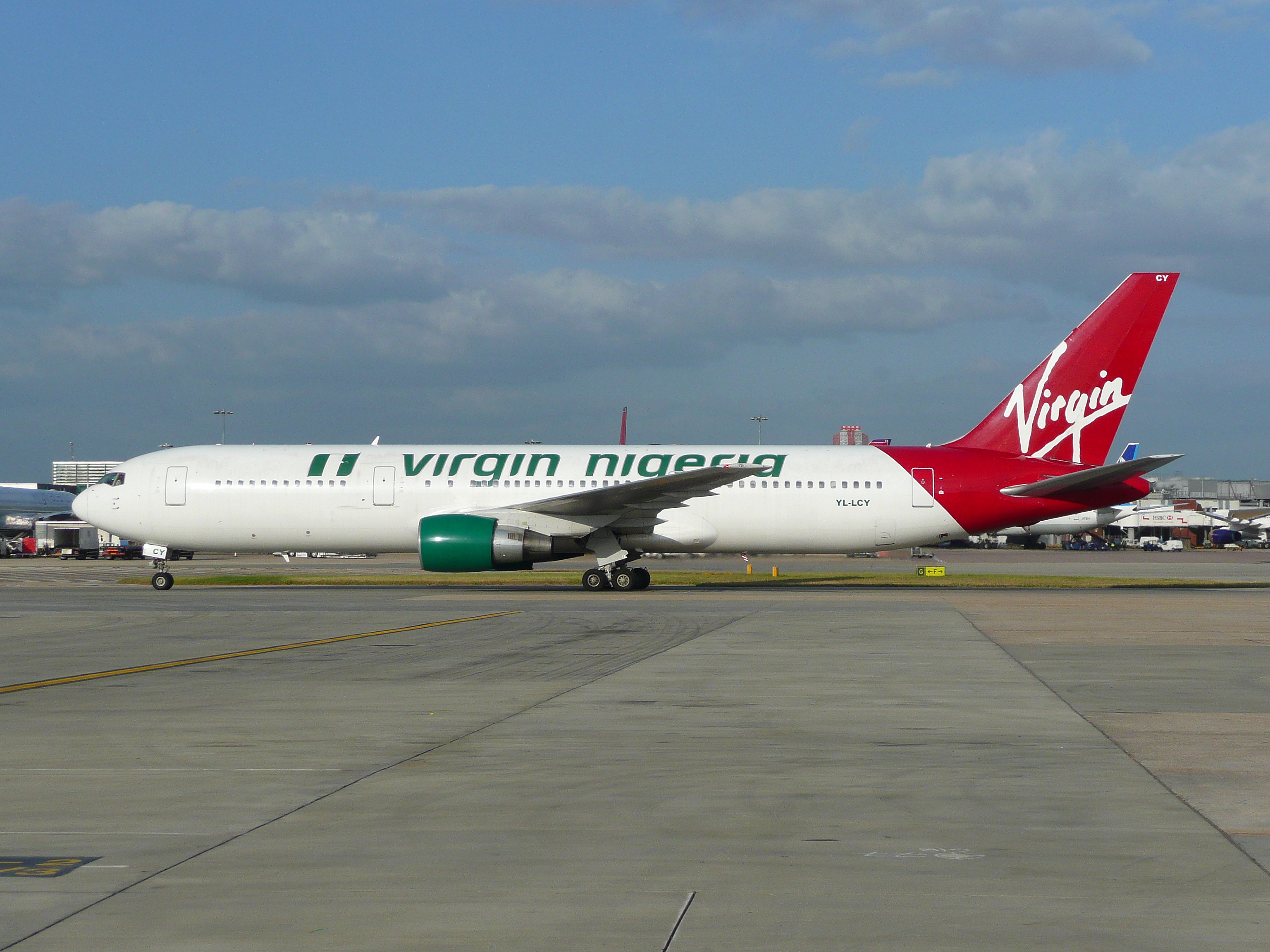
Eine Boeing 767 der Virgin Nigeria Airways

Die Gesellschaft wurde 2004 als Nachfolgerin der Nigeria Airways durch den nigerianischen Staat und die britische Fluggesellschaft Virgin Atlantic mit dem Namen Virgin Nigeria gegründet. 51 % der Anteile befanden sich in der Hand nigerianischer Anleger, während die Virgin Group als Mutterkonzern von Virgin Atlantic 49 % der Anteile hielt. 
Die letzten Langstreckenflüge fanden Ende Januar 2009 nach Johannesburg und London statt und wurden anschließend eingestellt.
Zwischen September 2009 und Juni 2010 trug die Fluglinie im Rahmen einer Neuausrichtung den Namen Nigerian Eagle Airlines, bevor sie durch einen neuen Investor schließlich ihren letzten Namen erhielt.
Im September 2012 stellte Air Nigeria den Flugbetrieb aus wirtschaftlichen und personellen Gründen ein. Bereits im Juni hatte die nigerianische Luftfahrtaufsicht den Betrieb der Gesellschaft stark eingeschränkt.

## Flugziele
Air Nigeria bot zuletzt neben mehreren Inlandszielen wie Abuja und Port Harcourt, internationale Flüge zu weiteren west- und zentralafrikanischen Destinationen an, darunter beispielsweise Accra und Libreville sowie London als Langstreckenflug.

## Flotte
Mit Stand Mai 2012 bestand die Flotte der Air Nigeria aus zwölf Flugzeugen:
- 1 Airbus A330-200
- 8 Boeing 737-300
- 1 Boeing 737-400
- 2 Embraer 190

Bestellungen
- 8 Embraer 190